# Callery (rivière)
Pour les articles homonymes, voir Callery.
La rivière Callery  (anglais : Callery River) est un cours d’eau de l’Île du Sud de la Nouvelle-Zélande dans le District de Westland dans la région de la West Coast et un affluent de la rivière Waiho.

## Géographie
Elle siège presque entièrement dans le Parc national de Westland Tai Poutini, et c’est un affluent de la rivière Waiho. La rivière Callery s’écoule vers l’ouest à partir du col de “Callery Saddle” sur 12 km avant de tourner au nord pour atteindre la rivière Waiho près de la ville de Franz Josef.